# La Chapelle-d'Armentières
La Chapelle-d'Armentières là một xã của tỉnh Nord, thuộc vùng Hauts-de-France, miền bắc nước Pháp.